# Alena V. Ledenevová
Alena V. Ledenevová (nepřechýleně: Ledeneva, rusky Алёна Валерьевна Леденёва, Aljona Valerjevna Ledenjova, * 12. května 1964 Novosibirsk) je rusko-britská profesorka politologie a společenských věd na Fakultě slovanských a východoevropských studií University College London. Zabýva se především analýzou společnosti v Rusku.
Studovala ekonomii na Novosibirské státní univerzitě a politologii na Univerzitě v Cambridgi, kde v roce 1996 získala doktorát (Ph.D.). V roce 2005 působila jako vedoucí pracovník v harvardském Davisově centru pro ruské a euroasijské studie.

## Umění
První samostatná výstava s názvem „The System Made Me Do It“ se konala v roce 2024. 

## Dílo (výběr)
- Russia's Economy of Favours (Cambridge University Press, 1998)
- How Russia Really Works (Cornell University Press, 2006)
- Can Russia Modernise? Sistema, Power Networks and Informal Governance (Cambridge University Press, 2013)
- The Global Encyclopaedia of Informality, Volume 1 (Open access) (UCL Press, 2018)
- The Global Encyclopaedia of Informality, Volume 2 (Open access) (UCL Press, 2018)
- The Global Encyclopaedia of Informality, Volume 3 (Open access) (UCL Press, 2024)